# SC Weßling
Der SC Weßling ist ein Sportverein aus dem oberbayerischen Weßling im Landkreis Starnberg. Der Verein ist in die Abteilungen Badminton, Eissport, Frisbee, Fußball, Handball, Skisport, Stockschießen, Tennis, Tischtennis, Triathlon, Turnen und Volleyball gegliedert. Der erste Vorsitzende ist Henrik Rebhan. Die 1. Mannschaft der Eishockeyabteilung des SCW spielte in den 1950er Jahren in der 1. Eishockey-Bundesliga.

## Geschichte
Der SC Weßling wurde am Sonntag, den 6. Dezember 1936 in einem Nebenzimmer des an der Hauptstraße gelegenen Gasthofs zur Post gegründet. 60 Gründungsmitglieder waren erschienen und wählten damals Martin Summer zum ersten Vorsitzenden. Bei der Gründung hatte der Verein folgende Abteilungen: Fußball, Eishockey, Eiskunstlauf, Skisport und Leichtathletik.

## Abteilung Eishockey
| Saison      | Liga        | Klasse | Vorrunde     | Endrunde     |
| ----------- | ----------- | ------ | ------------ | ------------ |
| 1949/50     | Kreisklasse | I I I  | Meister      |              |
| 1950/51     | Kreisklasse | I I I  |              |              |
| 1951/52     | Kreisklasse | I I I  | Meister      | Aufstieg ↑   |
| 1952/53     | BLL/2. Liga | I I    | Meister      | 1. Platz ↑   |
| 1953/54     | OL          | I      | 7. Platz     | Sieger ↓     |
| 1954/55     | OL          | I      | 7. Platz     | keine        |
| 1955/56     | OL          | I      | 8. Platz     | keine        |
| 1956/57     | OL-Süd      | I      | 4. Platz     | keine        |
| 1957/58     | OL-Süd      | I      | 4. Platz     | Qual. für BL |
| 1958/59     | 1. BL       | I      | 8. Platz     | Abstieg ↓    |
| 1959/60     | BLL/3. Liga | I I I  |              |              |
| 1960/61     | BLL/3. Liga | I I I  |              | Aufstieg ↑   |
| 1961/62     | GL-Süd      | I I I  | Vizemeister  | keine        |
| 1962/63     | GL-Süd      | I I I  | 3. Platz     | keine        |
| 1963/64     | GL-Süd      | I I I  | 3. Platz     | keine        |
| 1964/65     | GL-Süd      | I I I  | 5. Platz     | RL ↑         |
| 1965/66     | RL-Süd      | I I I  | 6. Platz     | Abstieg ↓    |
| 71/72–73/74 | Nat. BYL    | I V    |              |              |
| 74/75–82/83 | Nat. BYL    | V      |              |              |
| 1983/84     | Nat. BYL    | V      | Spielbetrieb | eingestellt  |

Das erste Spiel der Mannschaft des SCW fand bereits 1936 gegen Holzkirchen statt. Nach dem Zweiten Weltkrieg wurde die Abteilung Eishockey wieder aktiviert und nahm am Ligenspielbetrieb teil. Als Bayerischer Meister 1953 und Sieger des Turniers der Landesligisten stieg der SCW in die höchste deutsche Eishockeyliga, die Oberliga, auf. Wenn auch immer im hinteren Teil der Tabelle, konnte sich das Team fünf Jahre in der Oberliga halten. Die beste Platzierung in der Zeit war 1957/58 der 4. Platz in der Gruppe Süd, mit der man sich für die damals neu gegründete Bundesliga qualifizierte, wofür 1958 die Eishockeyabteilung des TSV 1880 Starnberg mit dem SC fusionierte. In Weßling spielte man auf Natureis. Pläne zum Bau einer Eishalle auf dem Gelände des TSV Starnberg wurden wie zum Umbau des Natureis- zum Kunsteisstadion nicht umgesetzt. Zum Training und für die im Weßlinger Stadion nicht durchführbaren Spiele wich man deswegen anfangs in das Münchener Prinzregentenstadion aus. Nachdem 1955 im ca. 30 km entfernten Landsberg das von Natureis- zum Kunsteis umgebaute Stadion eröffnet wurde, wechselte man dorthin – auch für die nicht in Weßling durchführbaren Heimspiele. Am fünften Spieltag der ersten Bundesligasaison schaffte das Team seinen ersten und einzigen Sieg in der Bundesliga. Mit 6:2 wurde die Düsseldorfer EG bezwungen. Die beiden Nationalspieler aus Weßling, Torwart Wilhelm Edelmann und sein Bruder Toni, der 2 Tore erzielte, waren an diesem Sieg maßgeblich beteiligt. Nach dem Abstieg wechselten die Edelmanns zum EC Bad Tölz und die Weßlinger Mannschaft wurde aufgelöst.
Ab der Saison 1961/62, in der Weßling Vizemeister der Gruppe Süd wurde, spielte der SC als Gründungsmitglied der Gruppenliga und später auch in der Regionalliga in der dritten Spielklasse. Großes Zuschauer- und Medieninteresse brachten in der Zeit die Derbyspiele gegen den ESV Herrsching. Nach der Regionalliga 1965/66 stieg die Mannschaft aus dem höherklassigen Ligeneishockey ab. Später wurde bis 1984 in der vom BEV organisierten Natureis-Bayernliga gespielt, danach stellte die Mannschaft den bis dorthin im Natureisstadion am Karpfenwinkel durchgeführten Spiel- und Trainingsbetrieb ein.
Später gab es unter dem Dach des SC Weßling noch eine hobbymäßig organisierte Mannschaft, die 2008/09 zuletzt an den Spielen um den Raiffeisenpokal in Buchloe teilnahm.

### Erfolge
- Qualifikation für die 1. Bundesliga 1958
- Aufstieg in die Oberliga (1. Liga) 1953
- Bayerischer Meister (2. Liga) 1953
- Aufstieg in die Landesliga (2. Liga) 1952
- Meister Bayerische Kreisklasse (3. Liga) 1950
- Vizemeister Gruppenliga/S (3. Liga) 1962
- Aufstieg in die Gruppenliga (3. Liga) 1961

### Sonstiges
Im Januar 1955 organisierte der SC Weßling auf der Natureisbahn das Länderspiel zwischen dem B-Team der deutschen Eishockeynationalmannschaft und der Französischen Eishockeynationalmannschaft.

## Abteilung Handball
Ursprünglich 1981 beim SC Wörthsee gegründet, wechselte die Abteilung aufgrund der Hallensituation 1987 nach Weßling.

## Abteilung Frisbee
Der Teamname UltimateAmSee leitet sich von den Anfängen in Herrsching am Ammersee ab. Dort trafen sich im Sommer 2003 einige Spieler und versuchten sich auch an der Variante Ultimate. Seit der Wintersaison 2004 steht die Weßlinger Sporthalle als Trainingsort zur Verfügung und so ist die Mannschaft heute eine Abteilung des SC Weßling. Bei den deutschen Hallenmeisterschaften spielt sie seit 2015 in der 1. Liga Open und seit 2018 in der 2. Liga Süd Mixed.

## Abteilung Fußball
Die Fußball-Abteilung hat (Stand 2019) ca. 240 aktive Spieler (Jugend und Herren).
Die 1. Mannschaft der Herren spielt in der Kreisklasse, die 2. Mannschaft in der B-Klasse (BFV, Kreis Zugspitze).
In der Jugend gibt es Mannschaften in allen Altersklassen, von der A-Jugend bis zur G-Jugend.